# Landgericht Bautzen

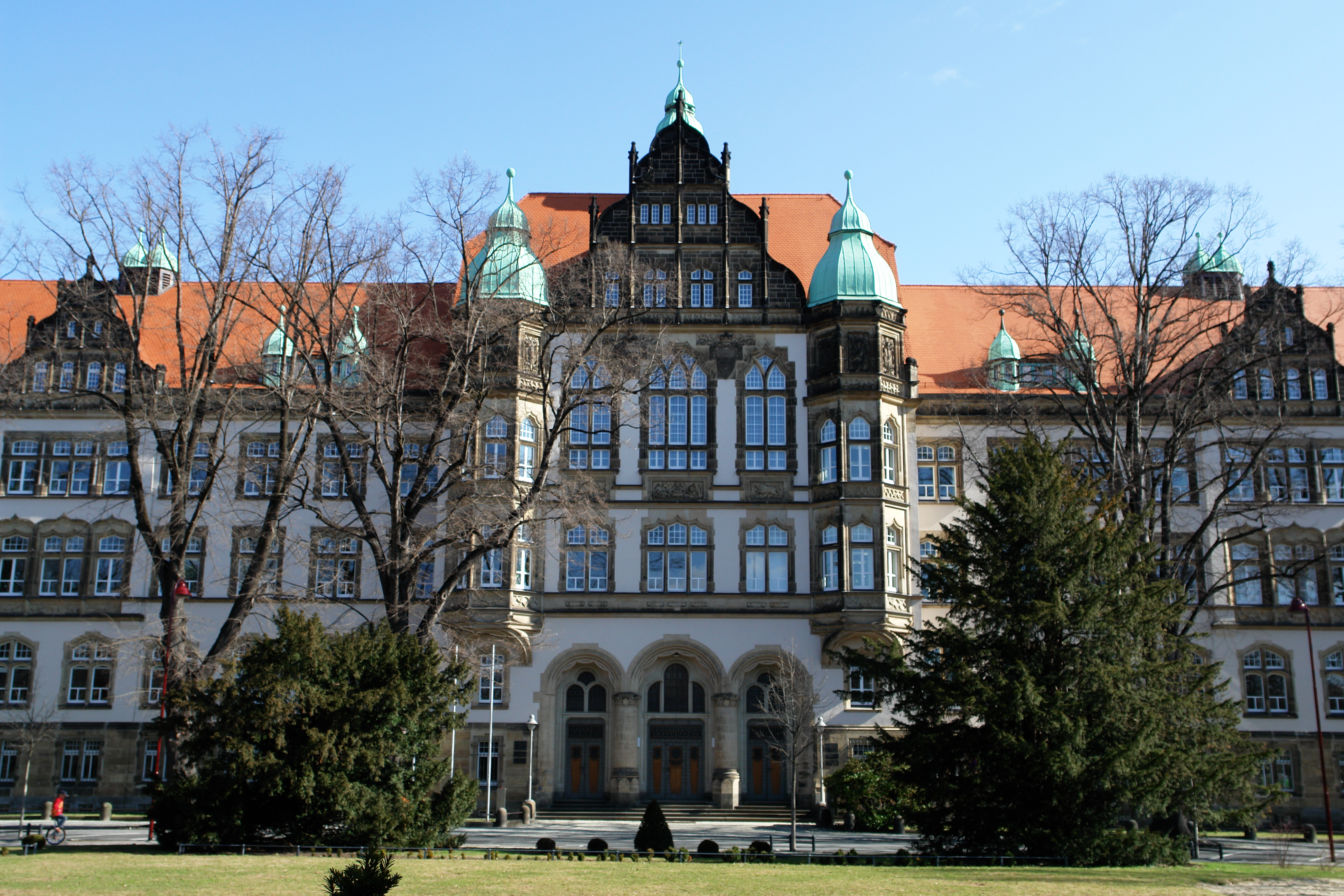
Gerichtsgebäude (2006)

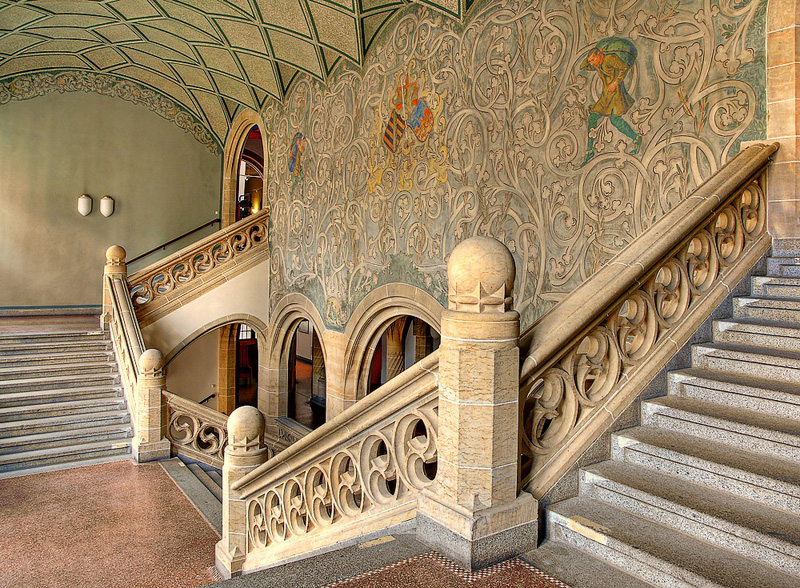
Treppenhaus

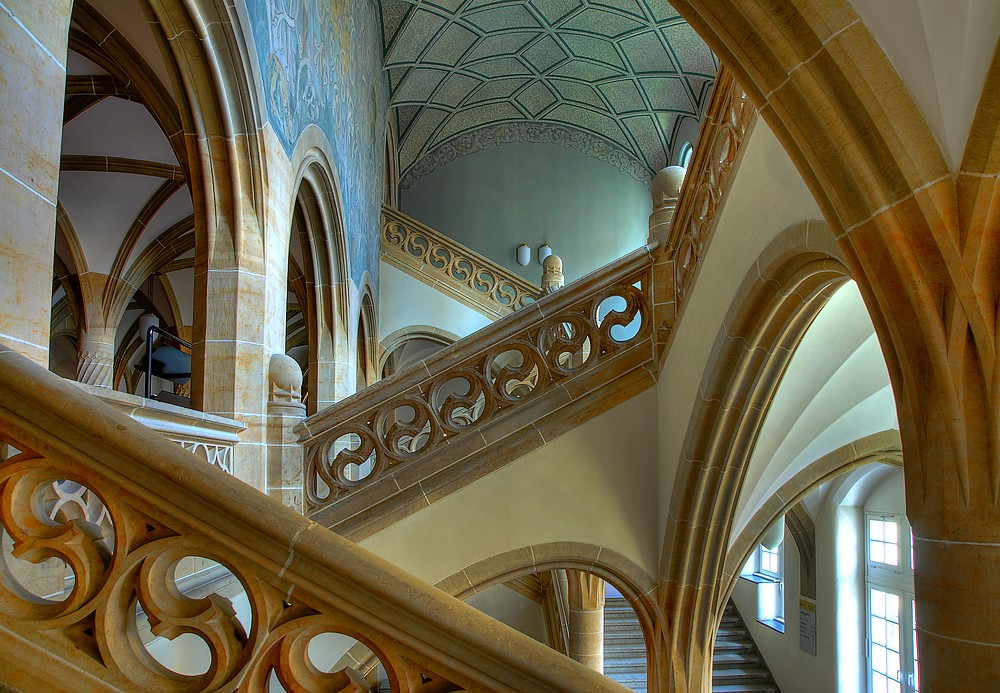
Treppenhaus

Das Landgericht Bautzen (obersorbisch Krajne sudnistwo Budyšin) war bis Ende 2012 ein Gericht der ordentlichen Gerichtsbarkeit des Bundeslandes Sachsen.

## Gerichtssitz und -bezirk
Der Sitz des Landgerichtes war Bautzen. Der Gerichtsbezirk entsprach den Gerichtsbezirken der Amtsgerichte Bautzen, Kamenz und Hoyerswerda.
In der Mitte des 19. Jahrhunderts wurde zwischen 1834 und 1853 die besonders in Ostsachsen weit verbreitete Gerichtsbarkeit der Güter und Rittergüter (Patrimonialgerichte) an den Staat abgetreten. König Johann von Sachsen hob mit Gesetz vom 11. August 1855 auch in der Oberlausitz die Stadt- und Patrimonialgerichte auf, so dass bis 1. Oktober 1856 die gesamte Gerichtsbarkeit auf staatliche Gerichte überging. In der Oberlausitz wurden in Bautzen, Zittau, Kamenz und Löbau Bezirksgerichte eingerichtet, daneben 17 Gerichtsämter, die jeweils die erste Instanz bildeten.
Nach der Gründung des Deutschen Reiches im Jahre 1871 wurden nach und nach die Reichsjustizgesetze erlassen, z. B. am 27. Januar 1877 das Gerichtsverfassungsgesetz (GVG), am 30. Januar 1877 die Zivilprozessordnung (ZPO) und am 1. Februar 1877 die Strafprozessordnung (StPO). Diese Gesetze bewirkten eine einheitliche Gerichtsstruktur.
In Sachsen wurde zur Ausführung der Reichsjustizgesetze im „Gesetz Nr. 17, Bestimmungen zur Ausführung des Gerichtsverfassungsgesetzes vom 27. Januar 1877 und über die Zuständigkeit der Gerichte in Sachen der nichtstreitigen Gerichtsbarkeit enthaltend“ vom 1. März 1879 bestimmt: „WIR, Albert, von GOTTES Gnaden König von Sachsen etc. verordnen mit Zustimmung Unserer getreuen Stände...“ u. a. die Aufhebung des Oberappellationsgerichtes, der Appellationsgerichte, von denen eines in Bautzen war, der Bezirksgerichte, der Handelsgerichte und der Gerichtsämter sowie die Bildung des Oberlandesgerichtes in Dresden und der Landgerichte in Dresden, Leipzig, Bautzen, Zwickau, Chemnitz, Freiberg und Plauen. Am 28. Juli 1879 verordnete Justizminister Christian Wilhelm Ludwig von Abeken „mit Allerhöchster Genehmigung“ die Einteilung des Königreichs Sachsen nach Gerichtsbezirken ab 1. Oktober 1879. Danach gehörten zum Landgericht Bautzen die Bezirke der Amtsgerichte Bautzen, Löbau, Neusalza, Schirgiswalde, Bischofswerda, Kamenz, Königsbrück, Pulsnitz, Stolpen, Neustadt, Sebnitz, Zittau, Ostritz, Reichenau, Großschönau, Bernstadt, Herrnhut und Ebersbach.
Im Jahre 1879 arbeiteten beim Landgericht Bautzen unter dem Präsidenten Heinrich Ferdinand von Koppenfels 13 Richter und zwölf weitere Mitarbeiter, beim Amtsgericht Bautzen sechs Richter und 17 Mitarbeiter. Beim Landgericht Bautzen waren 54 Rechtsanwälte zugelassen. Im Jahre 1913 war das für damals 492.000 Einwohner zuständige Landgericht unter dem Präsidenten Hagemann auf 21 Richter angewachsen, beim Amtsgericht Bautzen (78.600 Einwohner) arbeiteten neun Richter. Die Anzahl der beim Landgericht zugelassenen Rechtsanwälte betrug schon 84. Im Jahre 1927 unter dem Präsidenten Stavenhagen umfasste das Landgericht 27 Richter bei 509.500 Einwohnern und das Amtsgericht elf Richter bei 86.000 Einwohnern. Im Jahre 1920 erhielt das Amtsgericht Neusalza den Namen Amtsgericht Neusalza-Spremberg. Aufgrund der Verordnung über die Aufhebung von Amtsgerichten vom 11. Dezember 1931 wurde das Amtsgericht Bernstadt zum 1. Januar 1932 aufgelöst.
Nach dem Zweiten Weltkrieg arbeiteten Amts- und Landgericht Bautzen im Gegensatz zu den meisten Behörden als Organisation wenig verändert weiter. Im Laufe des Krieges waren jedoch einige Amtsgerichte aufgehoben oder in Zweigstellen umgewandelt worden. Damit bestanden im Gerichtsbezirk zum 1. Juli 1947 folgende Amtsgerichte: Bautzen, Bischofswerda, Ebersbach, Großschönau (Z), Herrnhut (Z),
Amtsgericht Hoyerswerda, Kamenz, Königsbrück (Z), Löbau, Neusalza-Spremberg (G), Ostritz (Z), Pulsnitz (Z), Amtsgericht Ruhland (Z, vorher Landgericht Görlitz), Schirgiswalde (Z) und Zittau (Z = Zweigstelle, G = auf Gerichtstage begrenzt).
Mit der Auflösung der Länder innerhalb der damaligen DDR im Sommer 1952 wurden das Oberlandesgericht sowie die Land- und Amtsgerichte durch das „Gesetz über die Verfassung der Gerichte der Deutschen Demokratischen Republik vom 2. Oktober 1952“ und nach der Verordnung über die Neugliederung der Gerichte vom 28. August 1952 mit Wirkung vom 31. August 1952 aufgehoben. An deren Stelle trat die dreistufige Gliederung in Kreis- und Bezirksgerichte sowie das Oberste Gericht der DDR. Die Rolle des Landgerichtes Bautzen übernahm das Bezirksgericht Dresden.
Mit dem „Gesetz über die Organisation der Gerichte in dem Freistaat Sachsen“ vom 30. Juni 1992 wurde zum 1. Januar 1993 die 1952 aufgehobene Gerichtsstruktur wiederhergestellt. Das Landgericht Bautzen wurde zuständig für die damaligen Landkreise Bautzen, Bischofswerda, Hoyerswerda und Kamenz mit ca. 360.000 Einwohnern. Das Landgericht begann mit einer Strafkammer, drei Zivilkammern, einer Kammer für Handelssachen, mit elf Richtern, drei Rechtspflegern und 23 weiteren Mitarbeitern. Im Bezirk des Landgerichtes waren 35 Rechtsanwälte niedergelassen. Präsident des Landgerichtes wurde Herr Benzinger. 1995 bis 2002 war Hans-Jochen Emde Präsident des Landgerichtes Bautzen, seit dem 1. Mai 2003 bis zum 30. Juni 2012 war dies Konrad Gatz.
Zuletzt waren am Landgericht Bautzen zwölf Richter tätig, die Gesamtpersonalzahl betrug 63 einschließlich der Mitarbeiter des Sozialen Dienstes. Der Gerichtssprengel umfasste ca. 325.000 Einwohner. Im Bezirk des Landgerichtes Bautzen waren über 170 Rechtsanwälte niedergelassen.
Mit Datum vom 1. Januar 2013 wurde das Landgericht Bautzen aufgelöst und durch die Außenkammern des Landgerichtes Görlitz ersetzt, das seither für den ehemaligen Landgerichtsbezirk Bautzen mit zuständig ist. Mit der Schließung des Gerichtes wurde das Standortegesetz (SächsStOG) umgesetzt, das der Sächsische Landtag am 25. Januar 2012 verabschiedet hatte.

## Gerichtsgebäude
Das Landgericht Bautzen war zusammen mit dem Amtsgericht Bautzen, dem Arbeitsgericht Bautzen und der Staatsanwaltschaft Bautzen im Justizgebäude in der Lessingstraße 7, 02625 Bautzen untergebracht.
Die Gerichte in Bautzen waren Ende des 19. Jahrhunderts in der Ortenburg untergebracht. Zwischen 1902 und 1906 entstand auf dafür von der Stadt erworbenem Gelände an der Lessingstraße ein neues Gebäude im Stil von Neuromanik, Neugotik und Neurenaissance für Landgericht, Amtsgericht und Staatsanwaltschaft, die das Haus bis 1945 nutzten. In diesem Jahr wurde das Haus von russischen Besatzungskräften besetzt und mit einem hohen Bretterzaun von der Umgebung und den Bürgern der Stadt getrennt. Land- und Amtsgericht fanden wieder in der Ortenburg Unterschlupf, bis sie dann 1949 wieder in die Lessingstraße ziehen konnten. Zumindest die Gebäudetrakte an Taucher- und Lessingstraße wurden frei, während die russischen Besatzer weiterhin den Trakt an der Mättigstraße beanspruchten.
Mit der Umstrukturierung von 1952 verlor die Justiz deutlich an gesellschaftlicher Bedeutung. Die Polizei zog in den Trakt an der Taucherstraße ein und verdrängte die Gerichte in den Mitteltrakt. Im Jahre 1954 räumten die sowjetischen Besatzungstruppen den Trakt an der Mättigstraße, die Dienststellen des Ministeriums für Staatssicherheit zogen ein.
Nach dem Zusammenbruch der DDR beanspruchte die Polizei zunächst auch den Trakt an der Mättigstraße. Das Landgericht musste in einen Behelfsbau hinter der früheren Vollzugsanstalt Bautzen II und in den Dachausbau des Gebäudes weichen und war dort notdürftig einquartiert. Im Laufe der Zeit wurden durch Baumaßnahmen für das Oberverwaltungsgericht in der Ortenburg Umstände geschaffen, nach denen bis heute Landgericht, Amtsgericht, Staatsanwaltschaft und Polizei im Haus verblieben. Eine vorgesehene Große Baumaßnahme scheiterte bisher daran, dass die Polizei mangels neuer Diensträume nicht aus dem Hause auszog.
Im Gebäude an der Lessingstraße 7 sind außer dem Landgericht Bautzen zwölf Richter und 82 nichtrichterliche Beschäftigte des Amtsgerichtes tätig, daneben beim Arbeitsgericht Bautzen fünf Richter und zehn sonstige Mitarbeiter und bei der Staatsanwaltschaft 51 Mitarbeiter, davon 19 Staatsanwälte.

## Über- und nachgeordnete Gerichte
Dem Landgericht Bautzen waren das Oberlandesgericht Dresden und sodann der Bundesgerichtshof übergeordnet. Nachgeordnet waren zum Zeitpunkt der Schließung die Amtsgerichte in Bautzen, Kamenz und Hoyerswerda.

## Organisation
Präsident des Landgerichtes Bautzen war Konrad Gatz. Es gab zuletzt drei Zivilkammern, eine Kammer für Handelssachen, sieben Strafkammern und eine Strafvollstreckungskammer.